# ユキヒロマツシタ
ユキヒロ マツシタは、日本の男性アニメーション演出家、アニメーション監督。

## 経歴
様々な作品で演出と監督を担当し、主な代表作は『マリア様がみてる』、『半分の月がのぼる空』など。スタジオディーン、ぴえろ作品への参加が多い。
過去に松下 ユキヒロ名義で作品に参加していた時期がある。現在の名義はテレビアニメ『マリア様がみてる』の監督をした際から使用し、現在に至っている。

## 参加作品

### テレビアニメ

#### 松下ユキヒロ名義
- 逮捕しちゃうぞ Special（1999年、絵コンテ）
- 仙界伝 封神演義（1999年、絵コンテ・演出）
- イケてる2人（1999年、絵コンテ）
- HUNTER×HUNTER（1999年 - 2001年、絵コンテ・演出）
- レレレの天才バカボン（2000年、絵コンテ・演出）
- 六門天外モンコレナイト（2000年、絵コンテ）
- グラビテーション（2000年 - 2001年、絵コンテ）
- 破壊魔定光（2001年、絵コンテ・演出）
- スターオーシャンEX（2001年、絵コンテ・演出）
- ココロ図書館（2001年、絵コンテ）
- RAVE（2001年 - 2002年、絵コンテ・演出）
- 王ドロボウJING（2002年、絵コンテ・演出）
- 魔探偵ロキRAGNAROK（2003年、絵コンテ・演出）
- GetBackers-奪還屋-（2003年、絵コンテ）

#### ユキヒロマツシタ名義
- マリア様がみてる（2004年、監督・絵コンテ・演出[1]
- マリア様がみてる～春～（2004年、監督）
- Get Ride! アムドライバー（2004年、絵コンテ）
- ジパング（2004年、絵コンテ・演出）
- 学園アリス（2004年 - 2005年、絵コンテ）
- ガン×ソード（2005年、画コンテ）
- まじかるカナン（2005年、絵コンテ）
- ああっ女神さまっ（2005年、絵コンテ）
- シュガシュガルーン（2005年 - 2006年、監督・絵コンテ・演出）
- 半分の月がのぼる空（2006年、監督・絵コンテ・OP演出）[2]
- BLUE DRAGONシリーズ
  - BLUE DRAGON（2007年 - 2008年、監督・絵コンテ・演出・OPED絵コンテ・演出）
  - BLUE DRAGON 天界の七竜 （2008年 - 2009年）監督・絵コンテ・演出・OPED絵コンテ・演出）
- ドラゴンクライシス!（2011年、絵コンテ・演出）
- べるぜバブ（2011年、絵コンテ）
- NARUTO -ナルト- SD ロック・リーの青春フルパワー忍伝（2012年 - 2013年、絵コンテ）[注 1]
- NARUTO -ナルト- 疾風伝（2013年、絵コンテ）
- BROTHERS CONFLICT（2013年、絵コンテ）
- ベイビーステップ（2014年、絵コンテ）
- 神々の悪戯（2014年、絵コンテ）
- 双星の陰陽師（2016年、絵コンテ）[3]
- リルリルフェアリル〜妖精のドア〜（2016年、絵コンテ）
- 夏目友人帳 伍（2016年、絵コンテ）
- 昭和元禄落語心中 -助六再び篇-（2017年、絵コンテ）
- カブキブ!（2017年、絵コンテ）
- ブラッククローバー（2017年、絵コンテ）[4]
- つくもがみ貸します（2018年、絵コンテ）
- 軒轅剣 蒼き曜（2018年、絵コンテ）
- BAKUMATSU（2018年、絵コンテ）[5]
- 七つの大罪 神々の逆鱗（2019年、絵コンテ）[6][7]
- イジらないで、長瀞さん（2021年、絵コンテ）[8]
- 妖怪ウォッチ♪（2021年、絵コンテ）
- マジカパーティ（2021年、絵コンテ）
- ニンジャラ（2022年、演出）
- 魔術士オーフェンはぐれ旅 アーバンラマ編（2023年、絵コンテ）
- クールドジ男子（2023年、絵コンテ）
- キボウノチカラ〜オトナプリキュア'23〜（2023年、絵コンテ）
- 川越ボーイズ・シング（2023年、絵コンテ）

#### その他の名義
- 鋼の錬金術師（2004年、絵コンテ）[注 2]
- 砂ぼうず（2005年、絵コンテ）[注 3]
- UG☆アルティメットガール（2005年、絵コンテ・演出）[注 3]
- ぱにぽにだっしゅ!（2005年、絵コンテ）[注 4]
- STAR DRIVER 輝きのタクト（2010年、絵コンテ）[注 4]

### OVA

#### ユキヒロマツシタ名義
- HUNTER×HUNTER GREED ISLAND（2003年、監督）
- マリア様がみてる（2006年、監督・絵コンテ・演出）

### Webアニメ

#### ユキヒロマツシタ名義
- Shenmue the Animation（2022年、絵コンテ）